# ミル (海藻)
ミル（海松、Codium fragile）は、海藻（緑藻）の一種。世界の熱帯から温帯の海に広く分布し、浅い海中（干潮線より下）の岩礁上などに生育する。
枝の断面は円形で、規則的に二叉分岐して扇状に広がり、高さ40cmほどになる。色は深緑色。表面はビロード状に見え、触るとざらついている。これは紡錘形の細胞状構造（小嚢）が多数あるためである。小嚢は連続しており、全体が一つの多核体をなしている。

## 利用・文化
現在の日本では食べる習慣はあまりないが、古代には一般的な食用海藻で、租税としても納められた。和歌にも「見る」の掛詞として多数詠まれる。
歌われた例として、『万葉集』巻第六「雑歌」946番（敏馬の浦を歌った一首）に見られる他、『土佐日記』「子の日」にも、海松の表記が見られるが、「うみまつ」と読ませている（内容は、子日ゆえ小松がほしいところだが、海上ゆえ無理であり、海女であれば海松でも取れたろうに、といった歌）。『伊勢物語』第八十七では、「海神が海松を髪飾りにした」と記述が見られる。『源氏物語』「澪標」では「うみ松や 時ぞともなき かげにいて 何のあやめも いかにわくらむ」とあやめ（菖蒲）の節句について詠まれる。
独特の色は「海松色」と呼ばれ、外形を象った「海松模様」も用いられた。
近世の『和漢三才図会』（下 寺島良安 東京美術）では、「水松」と表記して、「うみまつ」と読ませ、「俗にいう海松」と説明している（海唐松）。
韓国では現在でも全羅道を中心にキムチの材料などとしてよく食用にされている。